# Malborghetto Valbruna
Malborghetto Valbruna (tiếng Slovene: Naborjet-Ovčja vas; tiếng Đức: Malborgeth-Wolfsbach) là một đô thị ở tỉnh Udine trong vùng Friuli-Venezia Giulia thuộc Ý, có cự ly khoảng 100 km về phía tây bắc của Trieste và khoảng 50 km về phía đông bắc của Udine, ở biên giới với Áo. Tại thời điểm ngày 31 tháng 12 năm 2004, đô thị này có dân số 1.025 người và diện tích là 120,5 km²..
Malborghetto Valbruna giáp các đô thị: Chiusaforte, Dogna, Feistritz an der Gail (Austria), Hermagor-Pressegger See (Austria), Hohenthurn (Austria), Pontebba, Sankt Stefan im Gailtal (Austria), Tarvisio.